# Vincent Bioulès
Vincent Bioulès, né le 5 mars 1938 à Montpellier, est un peintre français, un des membres fondateurs du groupe Supports/Surfaces.

## Biographie

### Famille et formation
Vincent Bioulès est le fils de Jean Bioulès, chef de chœur officiant à la chapelle de l'Enclos Saint-François à Montpellier, et de sa femme Suzanne Bioulès, née Schwarz. Il est le premier enfant d'une fratrie qui comptera trois enfants.
En 1957, il entre aux Beaux-Arts de Montpellier et en faculté de lettres.
En 1961, il s'installe à Paris et fréquente l'École nationale supérieure des beaux-arts où, logiste pour le concours du prix de Rome, il rencontre Michel Parmentier et Pierre Buraglio. Au mois d'août de la même année, il épouse Rosa Stahl, avec qui il aura quatre enfants.

### Carrière
En 1966, Vincent Bioulès participe à l'exposition « Impact » à Céret (Pyrénées-Orientales).
En 1969, il fonde le groupe ABC Productions avec Tjeerd Alkema, Jean Azemard, Alain Clément et Patrice Vermeille. L'objectif du groupe est de montrer l'incapacité des structures traditionnelles de diffusion de l'art face à l'art contemporain.
Bioulès est l'inventeur de la dénomination du groupe Supports/Surfaces, dont il est un des animateurs principaux. Il participe à la première exposition du groupe en 1970 à l'ARC à Paris. Il y expose un ensemble de quatre tableaux juxtaposés bleus et blancs, obtenus à l'aide d'un simple ruban adhésif. Il rompt avec le groupe en 1972.
Au milieu des années 1970, il abandonne l'abstraction et revient à la peinture figurative par le biais du portrait et du paysage.
En 1982, il devient professeur à l'école des beaux-arts de Nîmes, en 1988 à celle de Montpellier, enfin, en 1991, à aux Beaux-Arts de Paris.
En juillet 2015, il expose à Mende dans le cadre de l'exposition « Bioulès en vacances », qui retrace ses vacances en Lozère au cours de sa vie.
La galerie La Forest Divonne organise depuis plusieurs années des expositions personnelles de l'artiste, mettant en valeur son travail du motif et de la lumière.
Le musée Fabre de Montpellier lui consacre une grande rétrospective pendant l’été 2019.

## Œuvre
Vincent Bioulès revient à la figuration dès la fin des années 1970, tout en conservant des réminiscences de rigueur dans ses compositions. L’exposition Supports/Surfaces illustre parfaitement ce passage à la figuration : le principe était de mettre en regard des tableaux abstraits datant des années 1970 avec des œuvres figuratives récentes.
Le sud de la France devient le cadre prédominant de son œuvre, notamment grâce à la présence de sa lumière si singulière, s’incarnant en « personnage principal » de sa toile. Une grande partie de son oeuvre est consacrée à la représentation de paysages tels les étangs situés entre Montpellier et la mer ou encore le pic Saint-Loup.
D’autres peintures sont dédiées à la représentation du jardin attenant à la maison de ses grands parents, à Nîmes. Il fait ainsi référence à ce jardin « perdu », chargé de souvenirs et d’émotions, comme si le temps s’était suspendu.  
Ainsi, le paysage demeure le sujet de prédilection de Vincent Bioulès. Il se plait lui-même à dire, que « nous nous souvenons d’un ailleurs, d’un autrefois qui hante notre âme et dont le paysage est la métaphore ».

### Décorations et travaux divers
- 1962 : vitraux pour la chapelle de Shape village à Saint-Germain-en-Laye.
- 1964 : tapisseries, décors de théâtre, vitraux pour la chapelle de l'enfant Jésus à Montpellier.
- 1980 : vitraux pour l'église de Puy-Laurent en Lozère.
- 1981 : costumes pour l'opéra Daphnis et Alcimurade de Jean-Joseph Cassanéa de Mondonville[Où ?].
- 1982 : 1 % pour le collège du Crès dans l'Hérault.
- 1983 : costumes pour La Jalousie du Barbouillé et du Médecin volant présentés au théâtre du hangar à Montpellier.
- 1989 : décor et costumes pour Oh les beaux jours de Samuel Beckett au théâtre du hangar à Montpellier.
- 2012 : tapisseries pour le grand escalier de la Cour des comptes à Paris.

### Livres illustrés par Vincent Bioulès
- Duault Alain, Tuerie, avec une peinture de V. Bioulès, Paris, éd. génération, 1972.
- Butor, Michel, La Quinte Major, illustrations de V. Bioulès, Patrick Lanneau, Mark Willis, Gérald Thupinier, Montpellier, éd. CMS, 1985.
- Pleynet, Marcelin, Premières poésies 1950-1965, lithographie originale de V. Bioulès, Montpellier, éd. Cadex, 1987.
- Lopez, Jean-Louis, L'Estocade de vérité, illustration de V. Bioulès, Auguste Chabaud, Claude Viallat, Nîmes, éd. Musée taurin, 1989.
- Missel des dimanches 1996, année liturgique du 3 déc. 1995 au 24 novembre 1996, Paris, éd. Bayard, 1996.
- Butor, Michel, Au fond du jardin, Paris, éd. Maeght, 2004.
- Bioulès, Vincent, Garrone, Benoit, Éloge du pic Saint-Loup, Prades-le-lez, éd. Écologistes de l'Euzière, 2009.
- Paire, Alain, Pablo Picasso à Vauvenargues. Le grand atelier de la Sainte-Victoire, Marseille, éd. Images en Manœuvres, 2009.
- Bonfils, Claude, Escales, Saint-Rémy-de-Provence, éd; Equinoxe, coll. Mémoires du Sud, 2012.
- Weil, Simone, L'Agonie d'une civilisation, Saint-Clément-de-Rivière, éd. Fata Morgana, 2017.
- Chamson, André, L'Aigoual, Saint-Clément-de-Rivière, éd. Fata Morgana, 2017.
- Sacré, James, Un pays mal continué (de la Gardiole aux Aresquiers), Vincent Bioulès, peintures, Montpellier, éd. Méridianes, 2018.
- Vincent Bioulès & Jean-Yves Bosseur, Journal de mer / Journal de Montagne, 2 vol. en coffret, Vallon Pont d'Arc, éd. du Bourdaric, 2020. Fragments choisis du journal de Vincent Bioulès tirés à 2x12 exemplaires accompagnés de 6 peintures originales de l'artiste.

#### Cinéma
Dans le film de Claude Chabrol Au cœur du mensonge, Vincent Bioulès a été la « main » de Jacques Gamblin, qu'il a conseillé, et a réalisé les œuvres qui figurent dans le film.

### Peintures
- Peinture, 1970, diptyque, huile sur toile, 195 × 194 cm (l'ensemble), musée d'Art de Toulon.
- L'Île Maïre II, 1994-1995, huile sur toile, 200 × 300,5 cm, musée d'art de Toulon.

## Expositions

### Expositions personnelles
- 1974 : galerie Rencontre à Paris et galerie Flux à Perpignan[1].
- 1975 : galerie Arsp à Paris[1].
- 1976 : galerie Adda à Marseille[1].
- 1977 : musée de Montpellier, galerie Pierre Dainat à Montpellier et galerie Daniel Templon à Paris[1].
- 1978 : galerie Pierre Dainat à Montpellier[1].
- 1979 : galerie Daniel Templon à Paris et galerie Bruno Bischofberger à Zurich[1].
- 1981 : galerie Daniel Templon à Paris[1].
- 1982 : galerie Robert Miller à New York et galerie Daniel Templon FIAC à Paris[1].
- 1984 : galerie Medamothi à Montpellier et galerie contemporaine du musée de Nice[1].
- 1985 : galerie Daniel Templon à Paris[1].
- 1986 : théâtre municipal à Brive-la-Gaillarde[1].
- 1987 : école des beaux-arts à Évreux[1].
- 1988 : galerie Daniel Templon à Paris, galerie Saint Ravy et galerie Hélène Trintignan à Montpellier[1].
- 1990 : « Vincent Bioulès rétrospective de l'œuvre graphique 1957-1990, musée de l'abbaye Sainte-Croix des Sables-d'Olonne[1].
- 1999 : "Vincent Bioulès, Jalons, 40 ans de peinture", rétrospective, CRAC Alsace, Altkirch[5]
- 2001 : "Le paysage à Marseille dans les années 1990", École Supérieure d'Art, Lorrient[6]. Portraits, nus, paysages et mythologies, Musée d'Art Roger-Quilliot, Clérmont-Ferrand[7]
- 2002 : Nus, paysages et mythologies, Villa Tamaris, La Seyne-sur-Mer[8].
- 2006 : musée d'Art moderne de Céret[9].
- 2009 :
  - exposition d'une suite de 87 dessins des jardins de la Villa Médicis, réalisés à Rome en 2007 et 2008, au musée Estrine de Saint-Rémy-de-Provence.
  - exposition « Vincent Bioulès Paysages du Sud », musée de Lodève (anciennement musée Fleury).
- 2011 : Roma, Cabinet de dessins Jean Bonna, Ecole Nationale Supérieure des Beaux-Arts de Paris[10]
- 2015 : exposition « Bioulès en vacances », 40 toiles avec la Lozère comme source d'inspiration, à la maison consulaire de Mende[11].
- 2019 : rétrospective au Musée Fabre de Montpellier[3].
- 2022 : exposition "Au bord de l'eau" au Musée Regards de Provence de Marseille[3].
- 2024 : exposition "Paysages" au Domaine de Chaumont sur Loire[3].

### Expositions collectives
- 1966 : « Impact » au musée d'Art moderne de Céret et Salon de la jeune peinture au musée d'Art moderne de Paris[1].
- 1970 : « Supports/Surfaces », musée d'Art moderne de la ville de Paris[1].
- 1974 : « Nouvelle peinture en France, pratiques/théories », Saint-Étienne, musée d'Art et d'Industrie ; Chambéry, musée d'art et d'histoire ; Lucerne, Suisse, Kunstmuseum ; Aix-La-Chapelle, Allemagne, Neue Galerie - Sammlung Ludwig.
- 1975 : CAPC de Bordeaux ; Catalogue Saint-Étienne.

## Élèves
- Henri Guibal.

## Distinctions
- Chevalier de l'ordre national du Mérite (décret du 15 novembre 1999)[12] ;
- Chevalier de la Légion d'honneur (décret du 31 décembre 2023)[13].